# 牙本质过敏症
牙本质过敏症，或称牙本质过敏、牙本质敏感、敏感性牙齿等，是當牙受到溫度強烈的冷熱食物、吸到空氣、酸甜导致的渗透压改变等原因刺激时，產生尖銳而短暫的不適感。此疼痛不易歸納於一般牙齒相關疾病中。

## 成因
造成牙齒敏感的因有很多，大部分與生活習慣、飲食等行為相關，例如：
- 時常喝果汁、碳酸飲料等酸性食物侵蝕琺瑯質
- 磨牙或過於頻繁刷牙，造成琺瑯質磨損變薄
- 刷牙太過用力，使得牙齦退縮

## 外部連結
- 牙周病治療與敏感性牙齒